# Io & George
Io & George è un film documentario di 6 puntate diretto da Riccardo Mastropietro, in onda da venerdì 20 novembre 2015, alle 23.10, su Rai 3.
Il docufilm, presentato in anteprima al Prix Italia Village nel mese di settembre, descrive il viaggio da Londra alla Sicilia intrapreso dalla scrittrice Simonetta Agnello insieme al figlio George, malato di sclerosi multipla primaria progressiva. Le puntate si snodano lungo le città di Londra (città in cui risiedono e vivono i personaggi), Milano, Pisa, Roma, Napoli e Palermo/Agrigento, dove, nella contrada Mosé, ha sede la casa di campagna della famiglia degli Agnello.

## Sintesi puntate
- I puntata: Goodbye Londra - Si inizia a organizzare la festa - Less is more - Il party e i saluti - Si parte!
- II puntata: Arrivo in Italia - Simonetta e i suoi amici di Milano - Visita al Carcere di Opera - La Scala e le Colonne di San Lorenzo - Il giorno della partenza: da Milano a Firenze
- III puntata: Radici toscane (alla ricerca delle tracce dell'avo di Simonetta e George, Giovanni dell'Agnello, doge di Pisa e di Lucca dal 1364 al 1368) - Palazzo Blu - La casa robotica - A casa di Andrea Camilleri
- IV puntata: Roma tra passato e presente - A pranzo nel ghetto di Roma - Le Fosse Ardeatine - La visita alle Terme di Caracalla - La visita al Quirinale e l'incontro con il Presidente Mattarella - Visita al Gay Village
- V puntata: Napoli sopra e sotto - Via dei Tribunali e scorci tipici - Babà e sotterranei - Il porto di Napoli e il viaggio in traghetto fino a Palermo
- VI puntata: Ritorno in Sicilia (Palermo, Palazzo Reale, Piazza San Domenico e la Chiesa, la Vucciria di Guttuso, Palazzo Alliata e Pietratagliata) - George dal barbiere - La Fattoria a Mosé - La Valle dei Templi - Relax in campagna

## Ascolti
| n°            | Prima TV Italia  | Telespettatori | Share | Rai Replay        |
| ------------- | ---------------- | -------------- | ----- | ----------------- |
| 1             | 20 novembre 2015 | 553.000        | 3.28% | puntata integrale |
| 2             | 27 novembre 2015 | 433.000        | 2,59% | puntata integrale |
| 3             | 4 dicembre 2015  | 389.000        | 2,39% | puntata integrale |
| 4             | 11 dicembre 2015 | 367.000        | 2,00% | puntata integrale |
| 5             | 18 dicembre 2015 | 544.000        | 3,36% | puntata integrale |
| 6             | 25 dicembre 2015 | 431.000        | 2,80% | puntata integrale |
| Media Auditel | Media Auditel    | 452.000        | 2,74% |                   |